# كينيث فان جوثيم
كينيث فان جوثيم (13 فبراير 1984 في بلجيكا - ) هو لاعب كرة قدم بلجيكي في مركز الوسط. لعب مع آود هيفرلي لوفين وكيه في ميخيلين ونادي جينك وK.S.K. Heist ‏.

## وصلات خارجية
- كينيث فان جوثيم على موقع قاعدة بيانات كرة القدم.إي يو (الإنجليزية)
- كينيث فان جوثيم على موقع Soccerway.com (الإنجليزية)
- كينيث فان جوثيم على موقع عالم كرة القدم.نت (الإنجليزية)